# Jeroným Brixi
Jeroným Brixi (ook: Václav Norbert Brixi en Hieronymus Brixi) (Manětín bij Pilsen, Bohemen, 20 september 1738 – Planá bij Pilsen, 15 april 1803) was een Boheems componist en organist.

## Levensloop
Jeroným Brixi was een zoon van Jan Josef Brixi (1711-1762). Zijn orgelleraar was Johannes Wolf. Hij was ingetreden in het (klooster) stift Plasy bij Pilsen van de Cisterciënzers. In dit klooster was hij ook van 1772 tot 1781 Regens chori; later werd hij pastoor in Planá. Veel van zijn composities zijn verloren gegaan. Twee werken van zijn kerkmuziek zijn bewaard gebleven.

## Composities

### Missen en gewijde muziek
- Offertorium de Beata Maria Virgine, voor solokwartet, gemengd koor en orkest

### Kamermuziek
- Sonata, voor viool en piano